# Bang bang/Che notte ragazzi
Bang bang / Che notte ragazzi è il secondo singolo su 7" de i Corvi pubblicato nel 1966 dalla Ariston Records.

## Tracce
Lato A
1. Bang bang – 2:42 (testo: Mario Coppola – musica: Sonny Bono)

Lato B
1. Che notte ragazzi – 2:37 (testo: Antonio Amurri – musica: Piero Umiliani)